# (14317) Antonov
(14317) Antonov ist ein Asteroid des inneren Hauptgürtels, der von dem sowjetischen Astronomen Nikolai Tschernych am 8. August 1978 am Krim-Observatorium in Nautschnyj (IAU-Code 095) entdeckt wurde.
Der mittlere Durchmesser des Asteroiden wurde mit 3,928 (±0,323) km berechnet, die Albedo mit 0,262 (±0,115). Nach der SMASS-Klassifikation (Small Main-Belt Asteroid Spectroscopic Survey) wurde bei einer spektroskopischen Untersuchung von Gianluca Masi, Sergio Foglia und Richard P. Binzel bei (14317) Antonov von einer dunklen Oberfläche ausgegangen, es könnte sich also, grob gesehen, um einen C-Asteroiden handeln.
Der Asteroid wurde am 7. Januar 2004 nach dem sowjetischen Flugzeugkonstrukteur Oleg Konstantinowitsch Antonow (1906–1984) benannt.